# Empaumure
L'empaumure (ou, autrefois, la paumure) est un terme de chasse qui désigne, sur la tête d'un cerf, l'endroit où le bois se divise en plusieurs branches.